# Lost in Japan
"Lost in Japan" é uma canção do cantor e compositor canadense Shawn Mendes. O single foi escrito por Mendes, Scott Harris, Nate Mercereau e Teddy Geiger e a produção foi feita por Mendes, Mercereau, Geiger e Louis Bell. A canção foi lançada em 23 de março de 2018, através da Island Records, como segundo single do terceiro álbum de estúdio do artista.

## Lançamento
O título da canção foi visto pela primeira vez em uma das postagens de Mendes no Instagram enquanto gravava o álbum na Jamaica, levando à especulação da possibilidade de lançar dois singles. Após o lançamento de "In My Blood", Mendes anunciou a música em sua conta do Twitter.

## Composição
"Lost in Japan" é uma música funk com batidas dançantes e um baixo em tom diligente, lembrando Justin Timberlake. Mendes explicou à Billboard que foi inspirado por todas as músicas de Timberlake que estava ouvindo na época, além de um sonho que teve; "eu tive esse sonho que estava perdido nesse país e acordei no dia seguinte e nós tínhamos essa parte legal do piano; daí a música nasceu." Lars Brandle, da Billoard, escreveu que a canção é aberta com um piano sutil e é seguida por sons graves. Transformou-se de um lento piano para uma canção apaixonada e carregada de ganchos, de acordo com Robyn Collins, da CBS.. Liricamente, Medes se oferece a viajar pelo mundo para estar mais próximo de seu interesse amoroso.

## Recepção crítica
Mike Nied, do Idolator, disse que a canção é "atmosférica e mais uma batida pop sólida", complementando a habilidade de Shawn para "apresentar uma nova e mais madura versão de uma superestrela". Sam Damshenas, da Gay Times, disse que a canção apresenta um lado mais dançante e atrevido.

## Créditos
A lista abaixo foi adaptada do Tidal.
- Shawn Mendes – composição, produção, vocais, vocais de apoio, violão, piano
- Scott Harris – composição, violão
- Nate Mercereau – composição, produção, teclado, baixo, guitarra, percussão, piano
- Teddy Geiger – composição, produção, vocais de apoio, bateria, violão, percussão, programação
- Louis Bell – produção
- Harry Burr – assistente de mixagem
- Andrew Maury – mixagem

## Videoclipe
O videoclipe oficial da música foi lançado no dia 25 de outubro no canal oficial de Shawn Mendes, conta com a participação de Alisha Boe e Zedd. A música que aparece no clipe é Lost In Japan versão Remix, por Zedd. 

## Remixde Zedd
Um remix de "Lost in Japan" de Zedd foi lançado em 27 de setembro de 2018.